# Kirche Hüpede

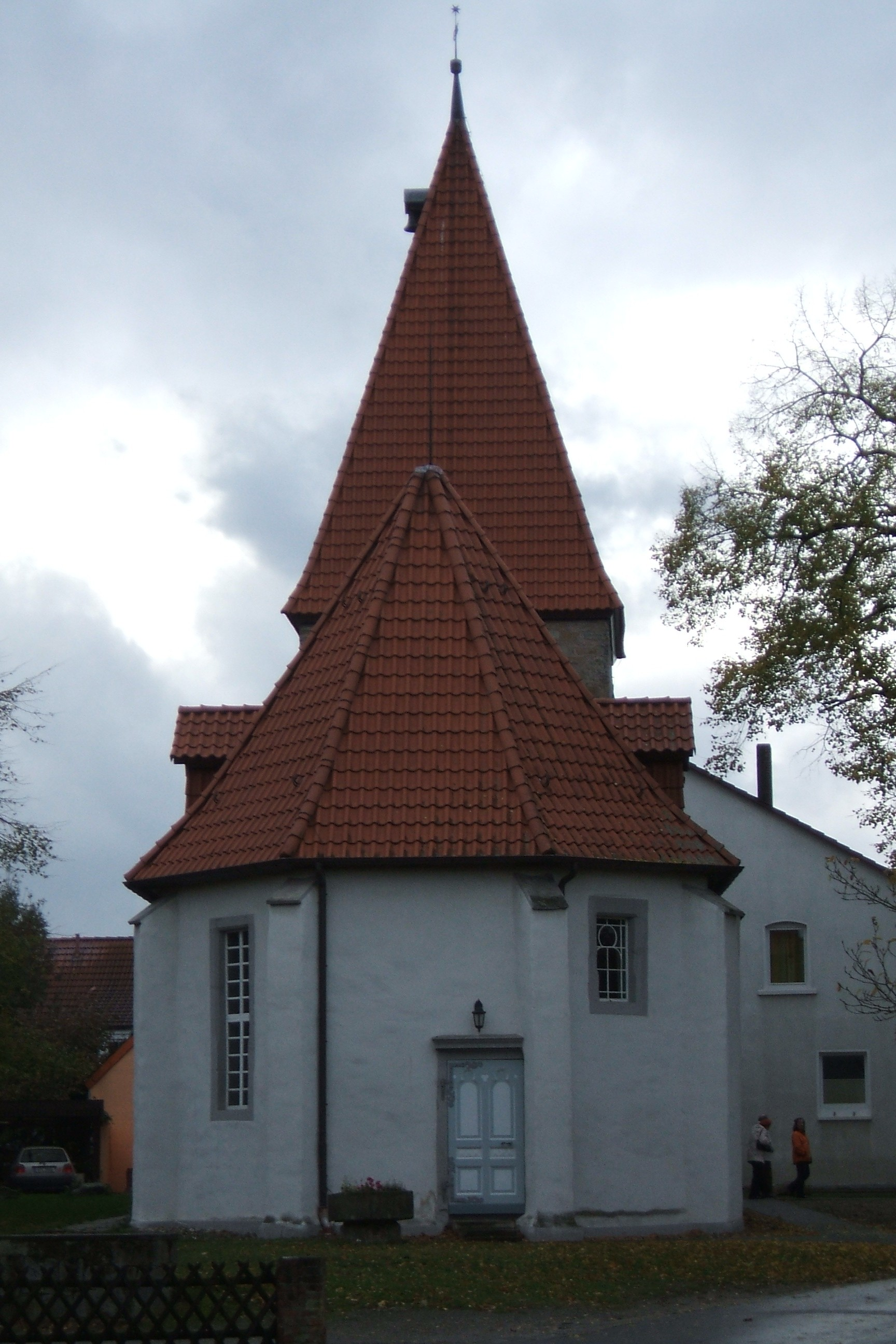
Kirche Hüpede

Die evangelisch-lutherische denkmalgeschützte Kirche Hüpede steht in Hüpede, einem Ortsteil der Stadt Pattensen in der Region Hannover in Niedersachsen. Die Kirchengemeinde gehört zum Kirchenkreis Laatzen-Springe im Sprengel Hannover der Evangelisch-lutherischen Landeskirche Hannover.

## Beschreibung
Die romanische Saalkirche wurde im 12./13. Jahrhundert errichtet. Das Langhaus ist aus Bruchsteinen gebaut, die außen verputzt und weiß gestrichen sind. Seine Wände werden außen von Strebepfeilern gestützt. Diese ermöglichten im Inneren ein Gewölbe, das um 1652 herausgebrochen und durch ein hölzernes Tonnengewölbe ersetzt wurde, das am Dachstuhl aufgehängt wurde und nun den oberen Raumschluss bildet. Zu den Dachgauben hin ist es in Stichen geöffnet. Der gotische Chor im Osten hat einen 3/8-Abschluss. Das mit Hohlpfannen gedeckte Satteldach des Langhauses ist hinter dem Chorschluss dreiseitig abgewalmt und hat drei Dachgauben auf jeder Seite. An das Langhaus wurde im Westen der etwas schmalere querrechteckige Kirchturm im Westen wenig später angebaute. Sein Bruchsteinmauerwerk ist unverputzt und hat rundbogige Klangarkaden, hinter denen sich der Glockenstuhl befindet. Das vierseitige, spitze Zeltdach ist mit denselben Pfannen gedeckt wie das Langhaus. Nach Süden befindet sich ein Dachreiter mit einer Stundenglocke. Das Portal befindet sich auf der Nordseite des Turms. Über der rechteckigen zweiflügeligen Tür sind die Jahreszahlen 1652 und 1854 vermerkt, diesen Jahren wurden größere Umbauten durchgeführt. Die Verbindung zum Langhaus erfolgt durch einen Rundbogen. 1652 wurden die schmalen, rundbogigen Fenster für besseren Lichteinfall in eine rechteckige Form umgeändert. Nach innen wurden sie mit abgeschrägten Laibungen versehen. Auf der östlichen Seite gibt es noch einen weiteren Zugang, der direkt in die Sakristei führt. Diese ist durch zwei Türen mit dem Chor verbunden.
Die Orgel mit neun Registern, verteilt auf ein Manual und Pedal, wurde 1849 von Ernst Wilhelm Meyer gebaut. Zu dieser Zeit entstanden auch die Priechen. Die Emporen sind auf den beiden Längsseiten eingeschossig und auf der Westseite vor dem Turm zweistöckig. Die noch heute vorhandenen Kirchenbänke sowie die Kanzel und der Altar wurden 1882 eingebaut.